# Martin Trow
Martin Trow, född 21 juni 1926 i New York, död 24 februari 2007 i Kensington i Kalifornien, var en amerikansk sociolog och expert på utbildningspolitik.
Martin Trow tog 1947 en kandidatexamen i maskinteknik vid Stevens Institute of Technology i New Jersey. Han jobbade dock inte länge som ingenjör innan han 1948 påbörjade en sociologutbildning vid Columbia University, där han blev filosofie doktor 1956. Han blev 1957 lektor vid University of California i Berkeley, där han 1962 blev docent och från 1968 var professor i sociologi fram till sin pensionering 1993. Han invaldes 1991 som utländsk ledamot av Kungliga Vetenskapsakademien i Stockholm.